# Замок Сілвеша
37°11′28″ пн. ш. 8°26′16″ зх. д. / 37.19098889° пн. ш. 8.43790556° зх. д.
Замок Сілвеш ( англ. Castle of Silves ) — замок у парафії Сілвеш у муніципалітеті Сілвеш у португальському Алгарве. Вважається, що перші укріплення були побудовані на основі можливого лузитанського кастро римлянами або вестготами. Між VIII-м і XIII-м століттями замок займали маври, які його розширили, що зробило його одним із найкраще збережених мавританських укріплень у Португалії,  внаслідок чого він був класифікований як національний пам’ятник у 1910 році.

## Історія

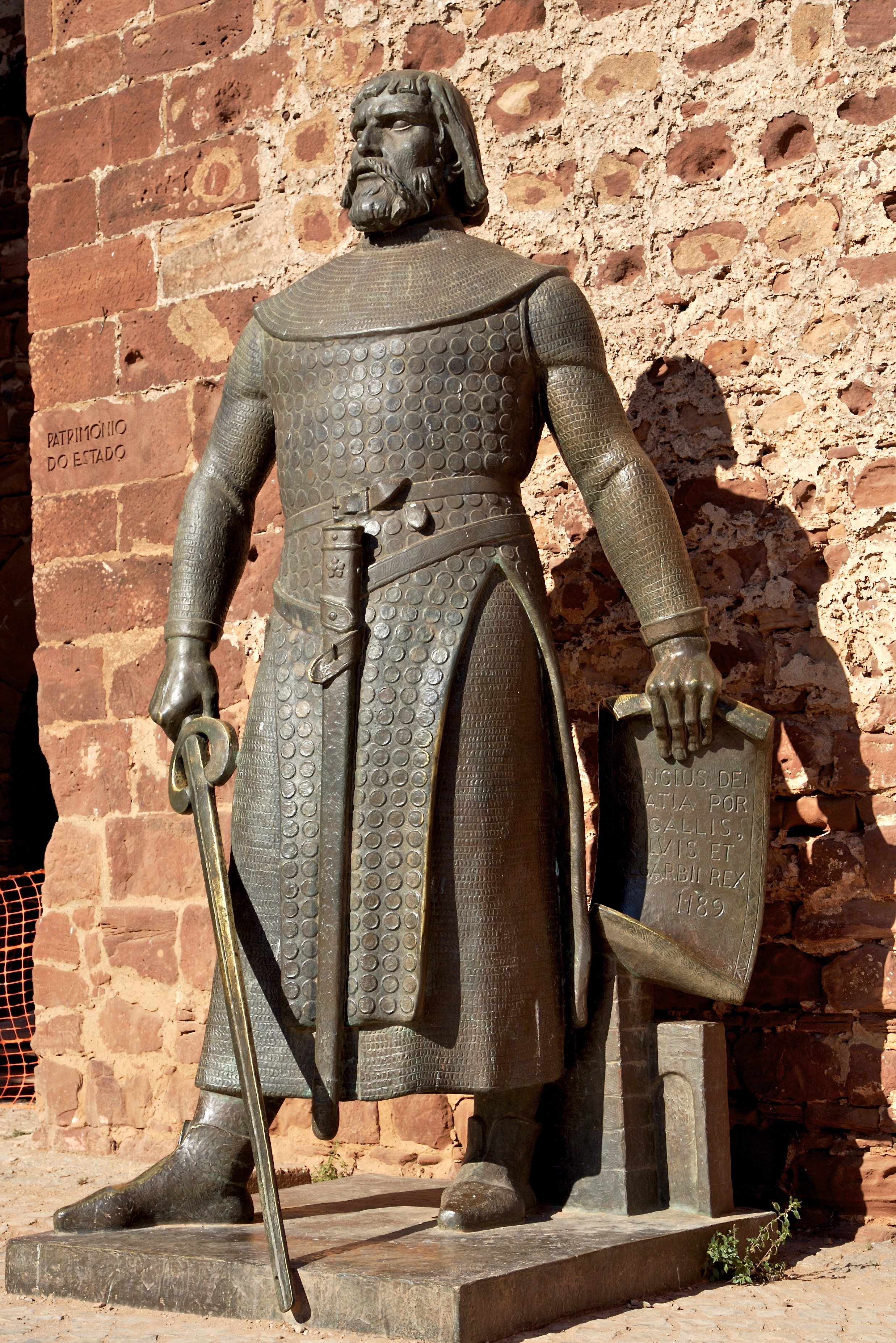
Статуя Саншу I Португальського, сили якого за підтримки ще сильнішої армії хрестоносців завоювали цитадель Сілвеш у 1189 році.

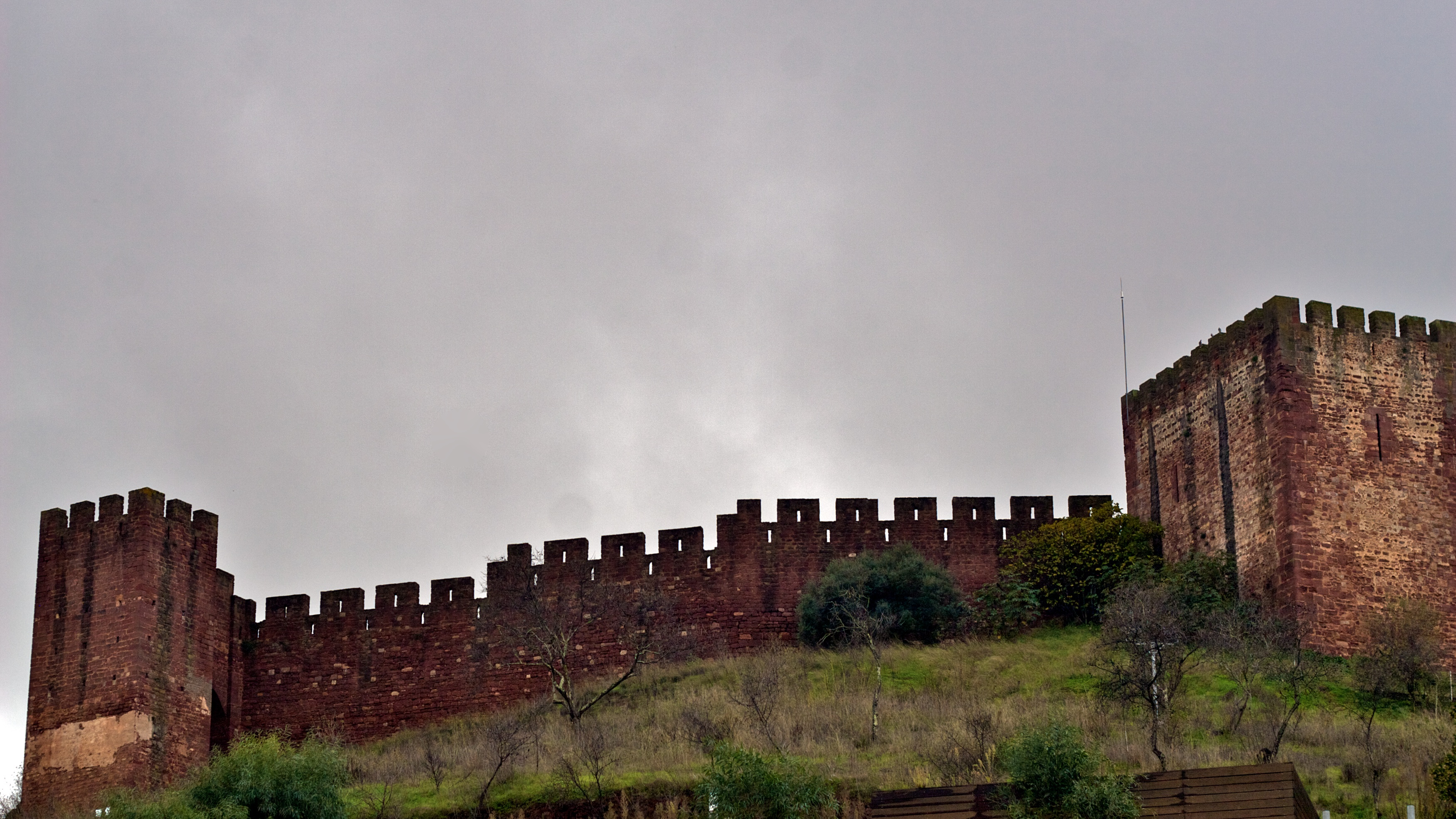
Вражаюча цитадель, вид знизу з району Сільвеш

Археологічні розкопки припускають, що перша фортеця на цьому місці складалася з лузитанського кастро. Вважається, що фінікійці, греки та карфагенці колись жили на цьому місці, але приблизно в 201 р. до н.е. римляни завоювали Сільвеш, перетворивши його на цитадель, окуповану ними, та комерційний центр, який процвітав протягом наступних п’яти століть.
Близько 716 року нашої ери вестготська цитадель була завойована халіфатом Омеядів, який зміцнив існуючі укріплення новими стінами. У цей час замок значно укріпили.  У 1160 році він був розграбований Фердинандом I Леонським і Кастильським, але лише на короткий час залишався в руках християн: його швидко відбили маври.  Португальський король Санчо I за підтримки могутньої армії хрестоносців завоював місто після тривалого оточення в 1189 році.  Але велика армія за наказом Аміра аль-Мумініна в 1191 році повернула місто.  Будівлі королівств Тайфа 11 століття, що включають Палац балконів (де жив Аль-Мутамід, як поет Ібн Амархе), розвивалися в 11 столітті. Стіни та вежі, які сьогодні представляють замок Сільвес, виникли в результаті цих походів і громадських робіт Альморавідів і Альмохадів у 12-му та 13-му століттях.   Внутрішній водозбір замку та велика підземна цистерна з дощовим живленням використовувалися для забезпечення прісною водою навколишніх помешкань (аж до 1920-х років). Лише в 13 столітті, під час правління Португальського Афонсу III, війська під командуванням Д. Пайо Переса Коррея остаточно захопили фортецю. 

### Королівство
Форал був виданий у 1266 році королем Португалії Афонсу III. Щоб розширити вплив португальського контролю, цей форал був підтриманий королем Денісом (у 1305 році), який пізніше був повторений у 1380 році за короля Португалії Фернандо I.  Але навіть назвавши принца Генріха Мореплавця алькальдою для Сільвеса (у 1457 році) та нові поступки в 1487 році за короля Іоанна II, на території мало розвитку. 
1 листопада 1755 року замок був пошкоджений землетрусом у Лісабоні, що призвело до «...втрати його собору, вежі, замку та стін...», як було визначено Морейра де Мендонса (1758). Десь у 18 столітті після землетрусу підземелля були реконструйовані, а стелі перефарбовані.
Під час ліберальних війн населення відремонтувало стіни під час Ремексідо, яке ігнорував фундамент оригінального замку. 

### Республіка

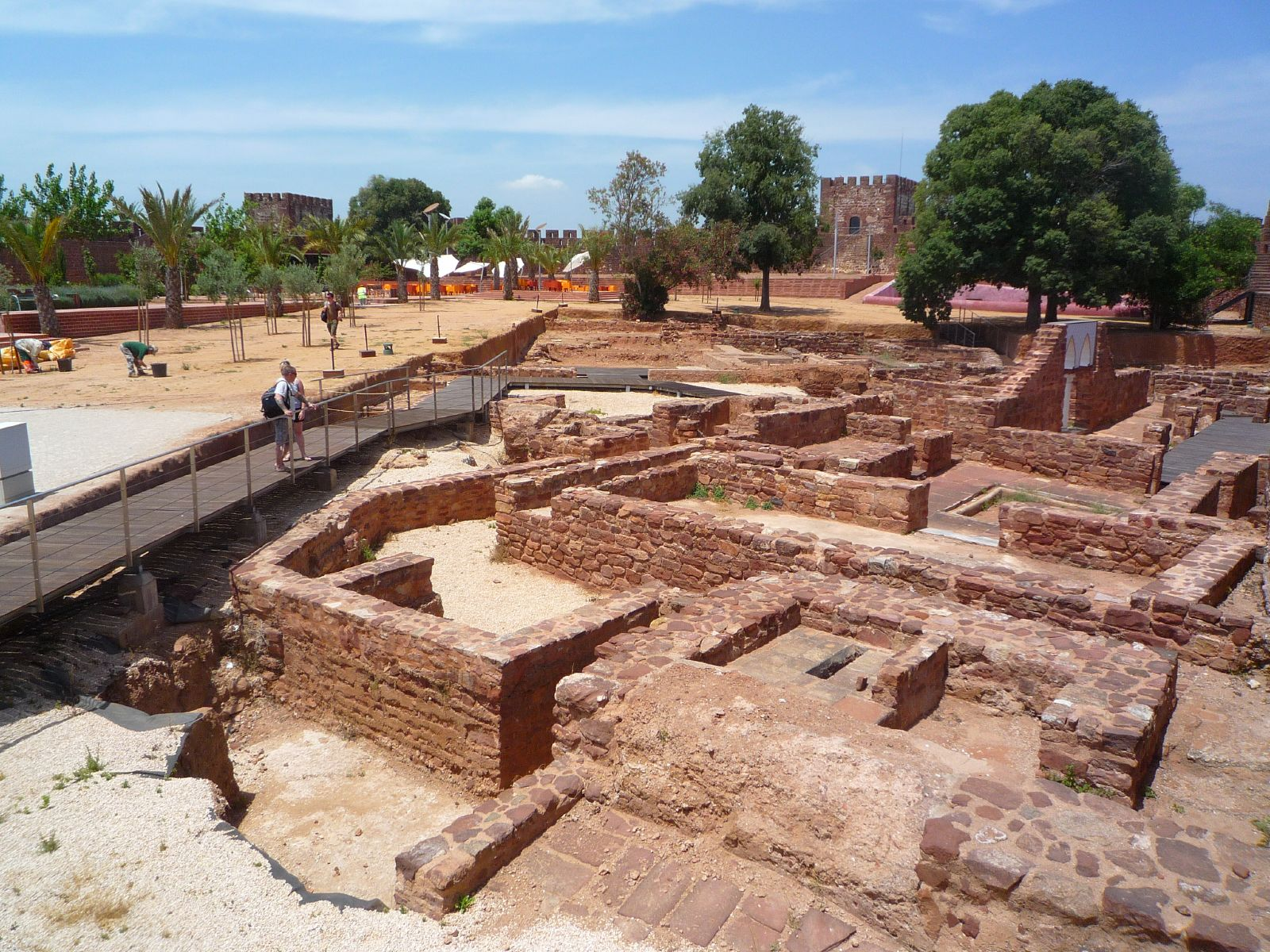
Доріжки, які дають відвідувачам можливість побачити археологічні розкопки в замку Сільвес

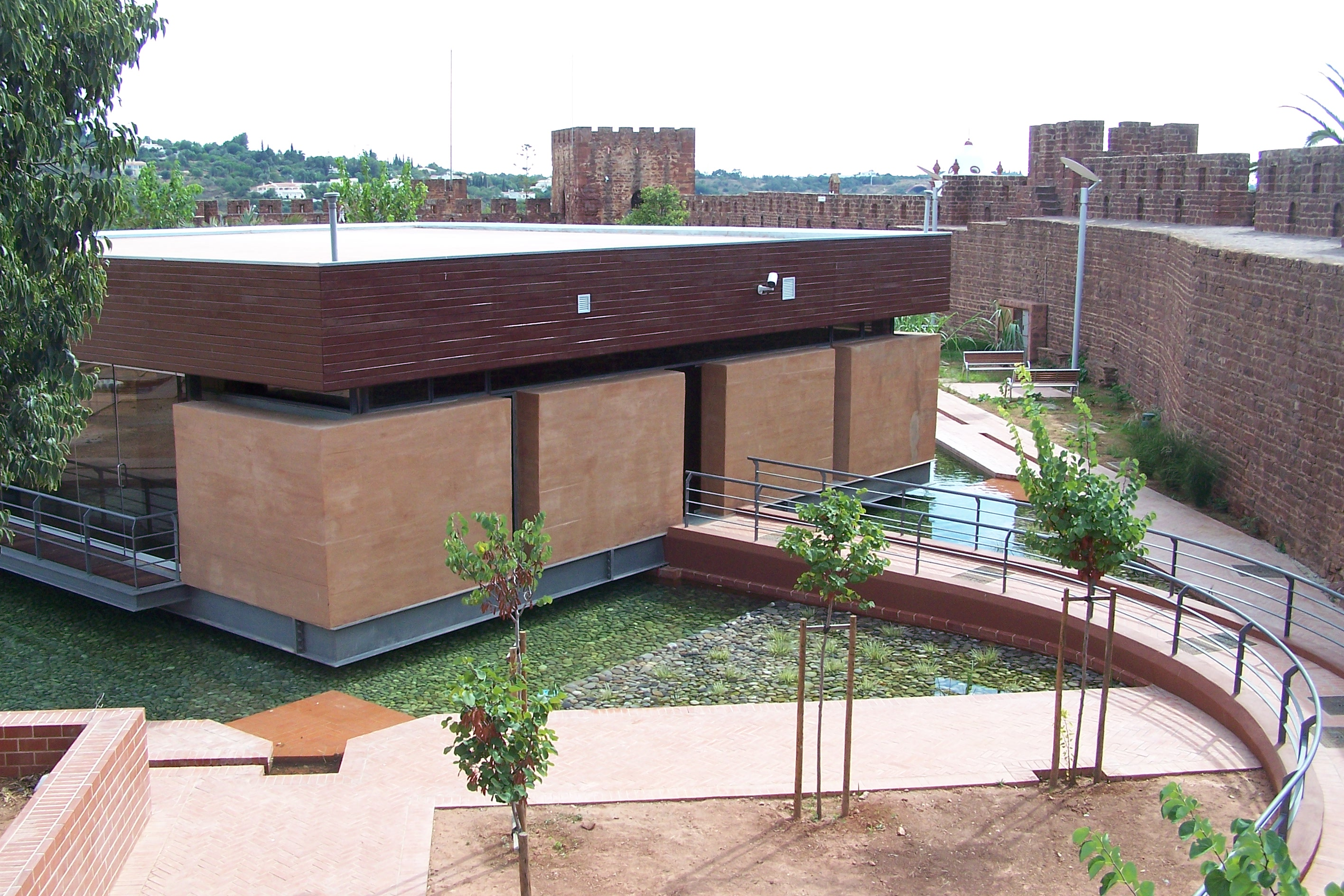
Центр для відвідувачів та інтерпретації в тіні замку

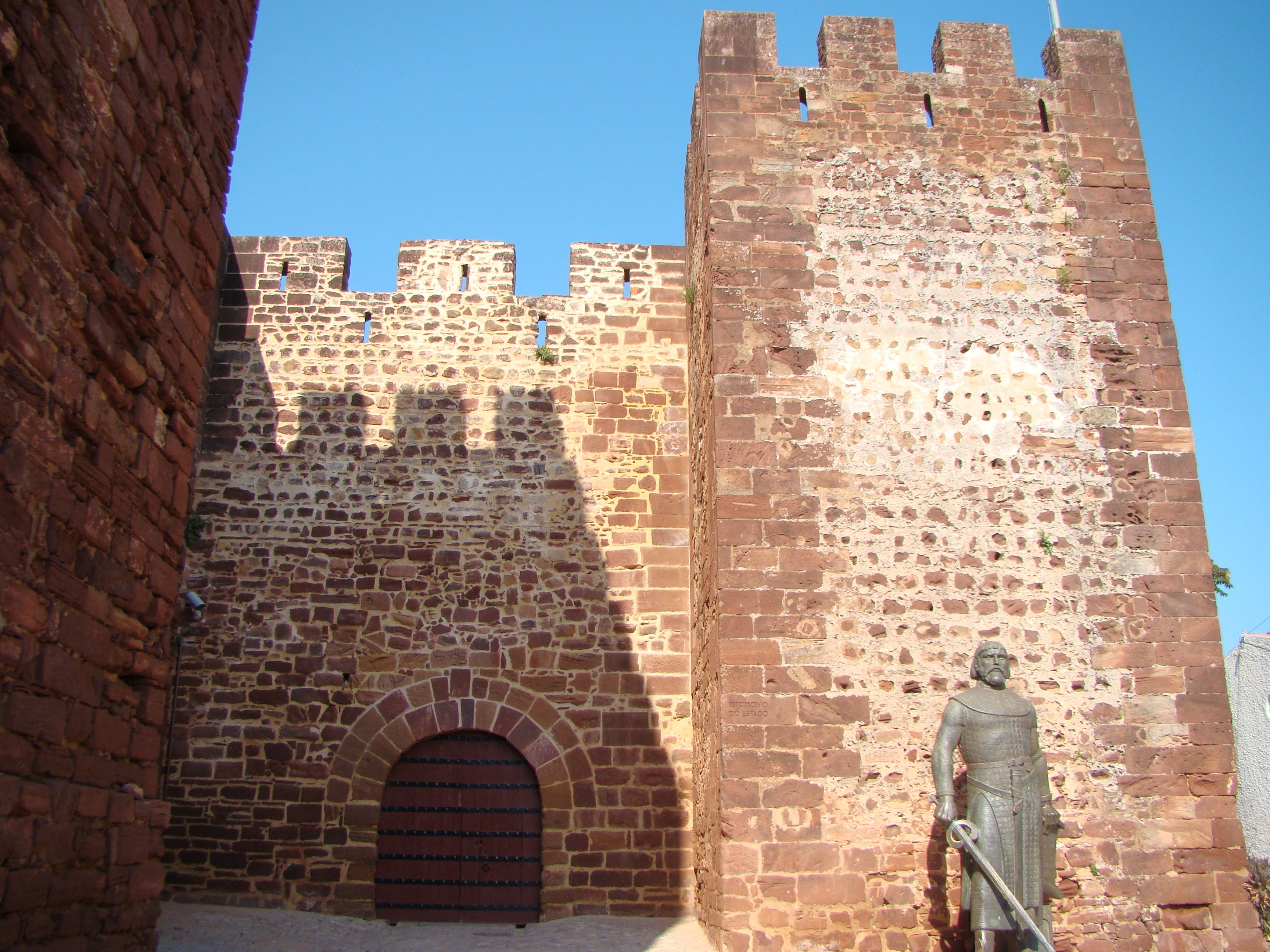
Вхід до замку

Під час розкопок, які почалися 13 серпня 2005 р. і тривали до 2006 р., археологи Роза і Маріо Варела Гомес виявили залишки мусульманських руїн, зокрема палац губернаторів 11 століття, який займав Аль-Мутамід (за зразками поліхромної ліпнини).   Під час будівництва чайного будиночка, залишки іншої будівлі, яку займав інфант Генріх, уздовж південного заходу від військової площі, біля стін.  У березні 2005 року DGEMN завершила карту оцінки ризиків для зони для головного входу. Це призвело до пропозиції IPPAR та регіонального дирекції культури Фару розширити зону захисту, щоб включати стіни та ворота Альмедіна, 12 червня 2008 року та схвалена 1 жовтня 2008 року IGESPAR. 
Перше втручання DGEMN здійснив у десятилітті 1940 року, зруйнувавши будівлі, приєднані до стін замку, та спорудив для опускання ґрунтових поверхонь біля входу до замку та на військовій площі.  Тоді ж дахи гауптвахти були перекриті черепицею; реконструкція однієї з веж у занедбаному стані; відновлення різних стін; укріплення опорної вежі та відновлення парапетів; реконструкція зубців; відновлення воріт; повторна штукатурка в гауптвахті; та генеральне прибирання цистерни на військовому майдані. 
Через два десятиліття (1965 р.) стіни відремонтували після зняття навісу по його боках, що передбачало ремонт осі.  У 1967 р. розпочато роботу по створенню муніципального музею в вежах замку, в результаті чого вежі оздоблено регіональною черепицею; ретуші та реконструкції приміщень; та монтаж електрики. 
Починаючи з 1971 року, у замку було проведено серію руйнувань і реконструкцій, включно з укріпленням стін у 1977 році; перешарування вільних каменів 1979 року; заміна воріт; ремонт та прибирання дахів; закріплення стін на півночі та сході (1980 р.); об'єднання двох веж; і, починаючи з 1982 року (але також у 1984, 1985, 1986 і 1987 роках) загальне відновлення ділянки.  Цей процес повторився в 1993 році, потім, починаючи з 200 року, було проведено серію громадських робіт з відновлення та відновлення підземель, включаючи встановлення нових крокв, захист від води та покращення дренажних споруд.  Тим часом Центр досліджень мистецтва та археології Томара ( порт. Centro de estudos de Arte e Arqueologia de Tomar   ) був залучений до музеїфікації деяких приміщень, використовуючи приміщення для надання адміністративних та освітніх послуг, на додаток до створення ботанічного саду, пов’язаного з періодом португальських відкриттів, у межах старого губернаторського саду. 
Подальша реставрація та розкопки тривають, причому більш ранні будівлі виявляють біля стін замку.
Будівля на фотографії «Центр інтерпретацій та відвідувачів» тепер є кафе, а вид ззаду – це вхід до туалетів. Немає запрошень увійти та отримати будь-яку інформацію про замок.

## Архітектура

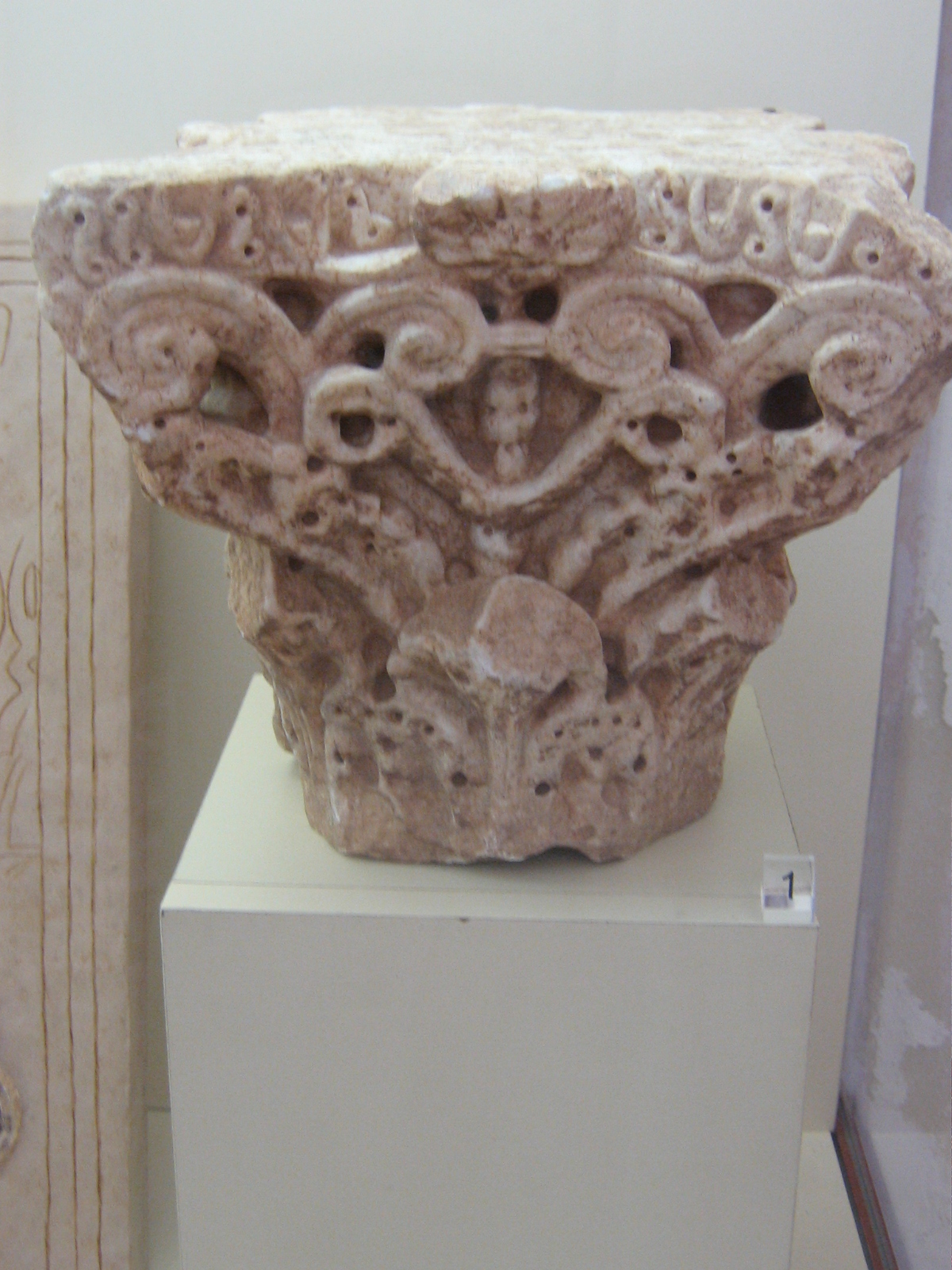
Залишок нетривалої вестготської окупації вершини пагорба

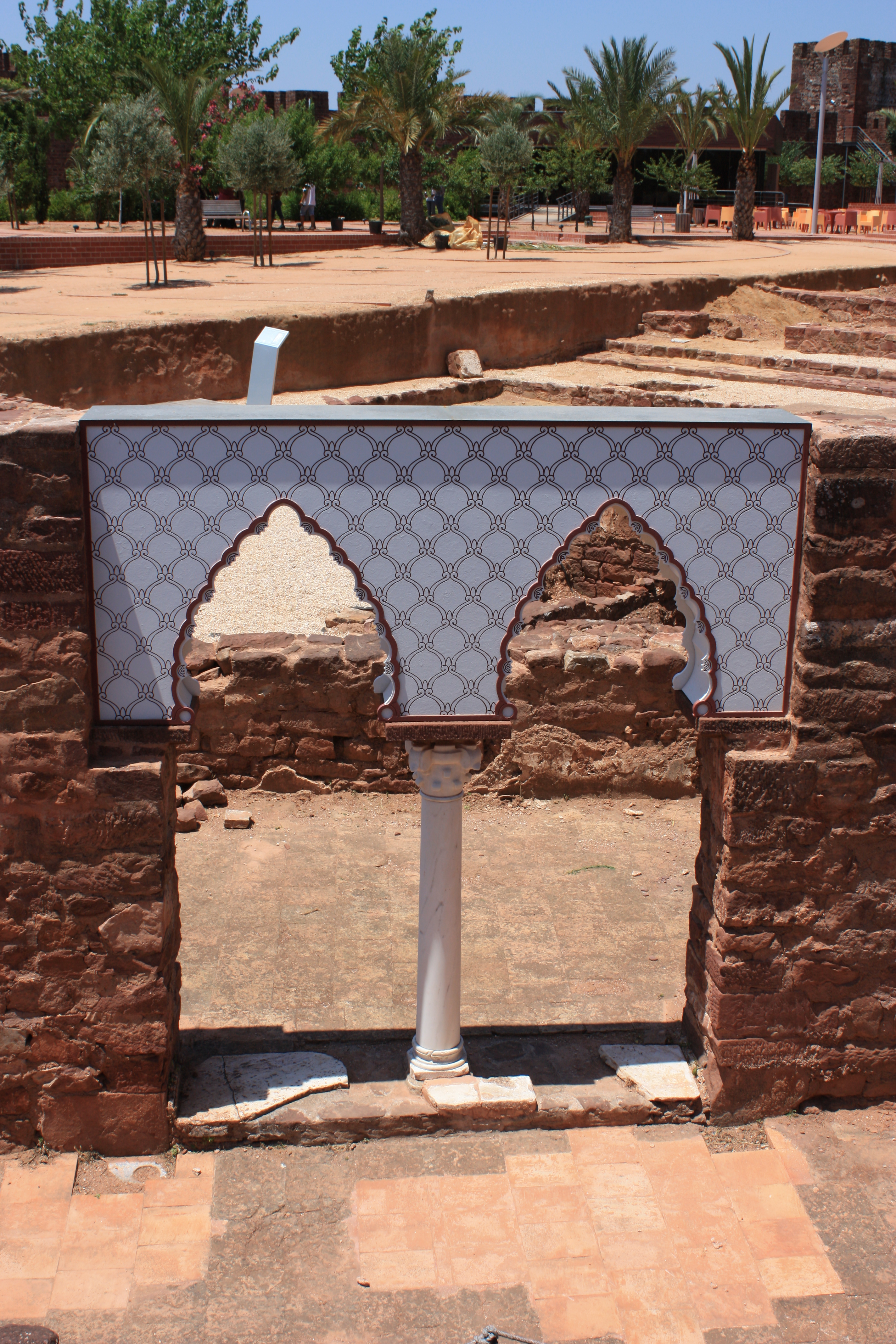
Склепінчасті мавританські вікна Палацу Балконів

Замок складається з неправильного багатокутника, імплантованого на вершині пагорба з видом на громаду Сільвес, що складається з чотирьох веж і семи зубчастих стовпів, з'єднаних стінами з ардавами. 
Двоє воріт, головна між двома вежами та Ворота зрадника, вирізані в північній стіні. Поруч із головними воротами знаходиться гауптвахта, збудована зі склепінчастою стелею, покрита плиткою. 
На його подвір’ї розташовані різні підземні споруди з доступом на рівні ґрунту. Цистерна Моура має 10 метрів (33 фут) висота, 820 квадратних метрів (8 800 фут2) поверхня з п’ятьма нефами, позначеними чотирма колонами, з’єднаними між собою напівкруглими арками.   Cisterna dos Cães, у внутрішньому дворику, являє собою вертикальну яму 60 метрів (200 фут) глибина, яка також підтримувала водопостачання в замку. 

### Інтер'єр
На другому поверсі резиденції губернатора розташовані дві зали, покриті фарбованим деревом. Один із цих залів містить розпис королівської зброї, обрамлений раковинами та листям аканта, а на чотирьох бічних панелях розміщені військові «трофеї», що складаються з обладунків, прапорів, списів, гармат, мушкетів та барабанів.  В іншій залі — алегорія Марса з фігурними та квітковими медальйонами. 
На військовій площі та вздовж південно-західної стіни знаходяться залишки будинку, імовірно, резиденції принца Генріха (коли він був алькальдом Алгарве), який включає фундаменти в бруді, кам’яні сходи (з одиночними політ), простора вітальня із залишками склепінчастої стелі, прес для оливкової олії та песто. 